# Hyssna landskommun
Hyssna landskommun var en tidigare kommun i dåvarande Älvsborgs län.

## Administrativ historik
Kommunen inrättades i Hyssna socken i Marks härad i Västergötland när 1862 års kommunalförordningar trädde i kraft. Vid kommunreformen 1952 uppgick den i Sätila landskommun som 1971 gick upp i nybildade Marks kommun.

## Politik

### Mandatfördelning i Hyssna landskommun 1938-1946
| 6 | 2 | 1 | 7 | 4 |

| 20 |

| 7 | 6 | 7 |

| 20 |

| 5 | 7 | 1 | 7 |

| 20 |